# مکتب ساکیا

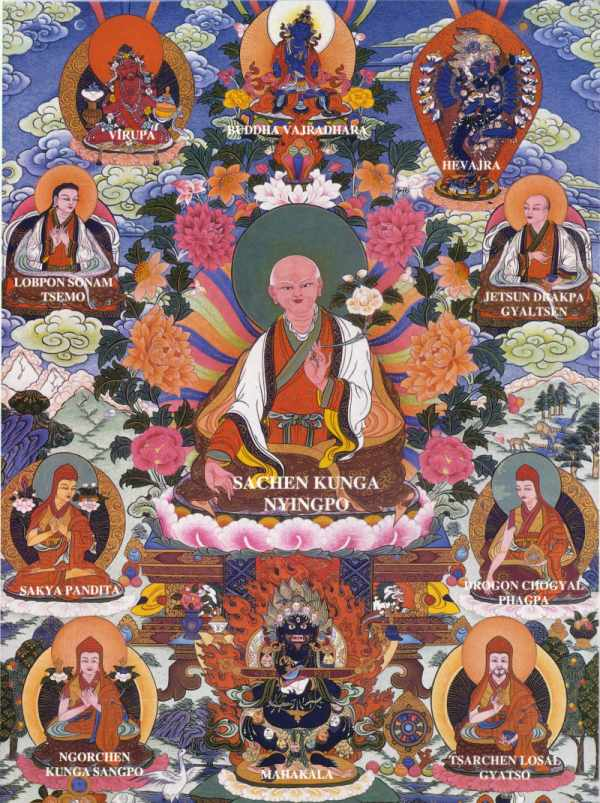
شجره نسب ساکیا

مکتب ساکیا (انگلیسی: Sakya) یکی از چهار مکتب اصلی بودیسم تبتی است که بقیه مکاتب ناینگما، کاگیو و گلوگ هستند.